# Aleyrodes spiraeoides
Aleyrodes spiraeoides es una especie de insecto hemíptero de la familia Aleyrodidae.
Fue descrita científicamente por primera vez por Quaintance en 1900.